# 密克罗尼西亚联邦
密克罗尼西亚联邦（英語：Federated States of Micronesia），簡稱密克羅尼西亞或密联邦，是一个西太平洋岛国，位于加罗林群岛，全国陆地面积702平方公里。全国有607个岛屿，波纳佩岛为该国最大的岛屿，首都帕利基尔亦位于该岛上。

## 历史
雅浦帝国 约950—？
绍德雷尔王朝 约1100—约1628
 西班牙王国菲律賓都督府 1887—1899
 德屬新幾內亞 1899—1914
 大日本帝国 1914—1947
 南洋廳 1919—1947
 太平洋群島託管地 1947—1986
 密克羅尼西亞聯邦 1986至今
约950年，雅浦帝国在雅浦岛兴起。约1100年，绍德雷尔王朝在波纳佩岛兴起。最早到達该群島的歐洲人是16世纪的西班牙人。1885年，该地区被西班牙佔領。之后在1899年，西班牙人把卡罗林群岛转让给德國，成為德屬新幾內亞的一部分。
第一次世界大戰後德國在太平洋的殖民地被安排給予日本作託管地，成為日屬南洋諸島的一部分，第二次世界大戰後由美国佔領。1947年，联合国将密克罗尼西亚交美国託管，現今密克羅尼西亞聯邦範圍為太平洋群島託管地六區的其中三區（科斯雷於1977年自波纳佩分出成為第四區）。1965年1月成立议会，此后要求自治。
1979年，由聯合國和美國籌劃的「密克羅尼西亞憲法」公投在託管地六區舉行（北马里亚纳群岛已於1976年成為美國的自由邦）。憲法公投在帛琉和馬紹爾群島兩區未能通過，剩餘四區便組織成為「密克羅尼西亞聯邦」。
1986年11月3日，与美国签订的《自由聯合國家條約》正式生效，密克罗尼西亚联邦获得内政、外交自主权，从联合国托管状态独立为主权国家，但國防仍由美国负责（密克羅尼西亞公民也可加入美軍）。
1990年12月，联合国安理会召开会议，通过了终止託管决议，正式结束了密克罗尼西亚联邦的託管地位，并于1991年9月17日接纳密克羅尼西亞聯邦为联合国正式会员国。

## 行政区划

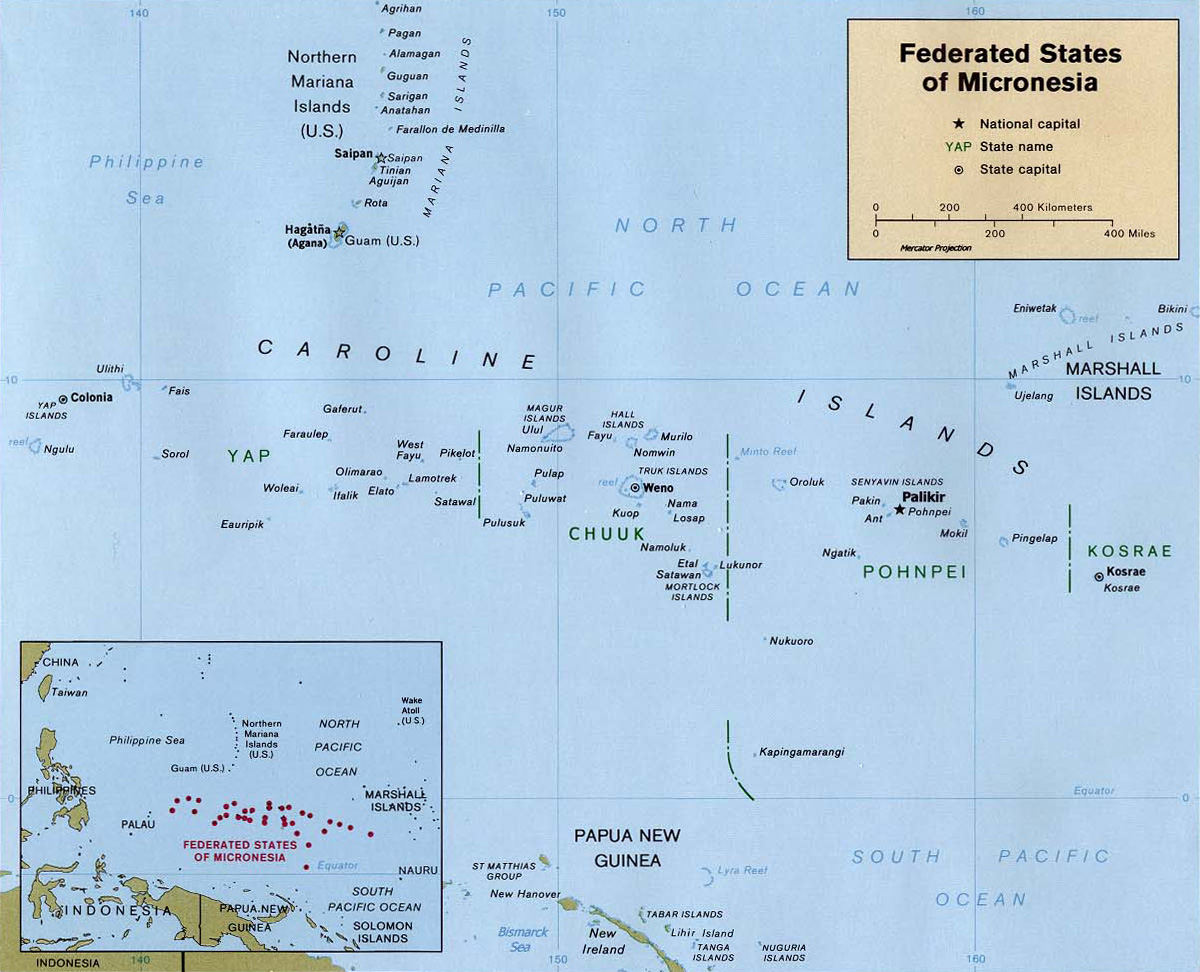
密克羅尼西亞聯邦地圖

密克罗尼西亚各州

全岛共分为四个州：雅浦（Yap）、楚克（Chuuk）、波纳佩（Pohnpei）和科斯雷（Kosrae）。
| 旗帜     | 州       | 首府     | 州面积  | 人口(2010年人口普查) | 人口密度    |
| -------- | -------- | -------- | ------- | -------------------- | ----------- |
| 丘克州   | 丘克州   | 维诺     | 127 km2 | 48,654               | 383 per km2 |
| 科斯雷州 | 科斯雷州 | 托福尔   | 110 km2 | 6,616                | 60 per km2  |
| 波纳佩州 | 波纳佩州 | 科洛尼亚 | 346 km2 | 36,196               | 105 per km2 |
| 雅浦州   | 雅浦州   | 科洛尼亚 | 118 km2 | 11,377               | 96 per km2  |

## 政治
根据1979年5月10日通过并生效的宪法规定，联邦总统为国家元首，也是政府首脑。正副總統由國會議員當中互選產生，然後在兩人所屬州份再舉行特別選舉填補空缺。
國會為一院制，由来自4个州的14名议员组成，其中10名议员任期2年，其他4名为任期4年的“全任期”议员。

## 軍事
該國沒有軍隊，防務由美軍負責，《自由聯合國家條約》允許密克羅尼西亞公民在無需獲得美國永久居留權或公民身份的情況下加入美國軍隊。

## 人口
人口大約有10萬5千人（2019年）。其中密克罗尼西亚人占97%。按美、密兩國條約規定，密聯公民可自由在美國居住、就讀和工作，無需簽證（犯事被驅逐者除外）。密聯公民定居美國者超過一萬人，其中以夏威夷、關島和北马里亚纳群岛最集中。
全國語言繁多（主要属于南島语系），每一小島群都有自己的語言。四個大島的語言是州級的官方語言。英語則是州際交流的國家官方語言，也是學校的必修語言。

## 宗教信仰
天主教徒佔50%，基督新教徒佔47%，其他教派和沒有信仰者佔3%。
由於歷史上受歐洲的影響，密克羅尼西亞聯邦西部（近菲律賓）天主教徒較多，東部則新教徒較多。

## 经济
密克羅尼西亞聯邦經濟專屬海域海域面积大，渔业资源丰富，尤以金枪鱼著名。其他粮食及生活日用品均靠进口，经济较为落后。
密克羅尼西亞聯邦使用美元，進口貨也多依賴美國。根據美、密兩國間的《自由聯合協定》，密克羅尼西亞聯邦在多項政府開銷、經濟發展項目都獲美國政府資助。美國郵政也負責密克羅尼西亞聯邦州際和對外郵遞，郵資與美國國內一致。

## 教育
政府重视发展教育事业，宪法规定对5～14岁儿童实行强制性义务教育制，政府每年在教育上投入经费占年度预算的20%左右。
全國最高學府是相等於美國兩年制社區學院的「密克羅尼西亞學院」（College of Micronesia），除首都本部外還在其餘三大島設有分校。四年制大學教育方面，密國學生在關島大學可獲關島居民學費待遇，在夏威夷大學必須付比夏威夷州民高50%的學費。

## 旅游
密克罗尼西亚旅游资源较为丰富，热带风光秀丽。旅游业是其经济发展的一个重要项目，但仍处于开发阶段，目前全世界所有的国家的公民均可免签证入境密克罗尼西亚联邦。2003年接待游客18154人次，美国游客最多。
由於人口少，交通也頗為落後。四大島設有國際機場，但只有約每日一個航班。來往外島得靠中、小型船舶，可能好幾天才有一班。

## 外交
截至2023年12月，密克羅尼西亞聯邦已與97個國家保持外交關係，包括93個聯合國成員國，以及梵蒂岡、科索沃、庫克群島和馬耳他騎士團，但只有在幾個亚太地區國家和世界大國设有大使馆，包括澳大利亞、美國、中華人民共和國和日本等。
2022年俄羅斯入侵烏克蘭期间，密克罗尼西亚联邦对俄罗斯的入侵行为表示抗议，并于2月25日与俄罗斯断绝外交关系，稱俄羅斯入侵烏克蘭「明顯惡毒」（unambiguously villainous）。
2022年5月31日由中华人民共和国與斐濟共同主持召開的第二屆中國─南太島國外長會議中，由於密克羅尼西亞總統帕努埃洛向南太多國領袖發函呼籲拒絕中方提出的聯合聲明稿。有論者認為，美國、澳洲、紐西蘭對聲明中可能包含的「警务与内部安全合作可能为更多中国民用船舶交通进出该地区打开大门」極為保留，乃由與美國訂有防務條約的密國提出反對。最後僅由中方單方面發表《中国关于同太平洋岛国相互尊重、共同发展的立场文件》結束會議。
外交家雜誌報導，密克羅尼西亞總統帕努埃洛致函給該國國會與高層官員，在信中揭露中國政府賄賂該國高官，並跟蹤和騷擾帕努埃洛本人。他還指出在第二屆「中國－太平洋島國對話」時，雖然密克羅尼西亞政府未派代表出席，中华人民共和国政府在密國政府不知情或未批准的狀況下，找上了密克羅尼西亞的平民出席，在會中宣稱該人士就是官方代表。中华人民共和国外交部否認這些指控，聲稱這些說法為抹黑、不符事實。帕努埃洛在信中亦表示，要脫離中华人民共和国得付出很大經濟代價，故須尋求替代支持方案，因此向中華民國外交部長吳釗燮探詢建交的可能性。作為回應，密克羅尼西亞聯邦國會於4月4日以表決通過決議CR 22-200的形式，否決了帕努埃洛總統在信中提出的外交轉向台灣的建議。

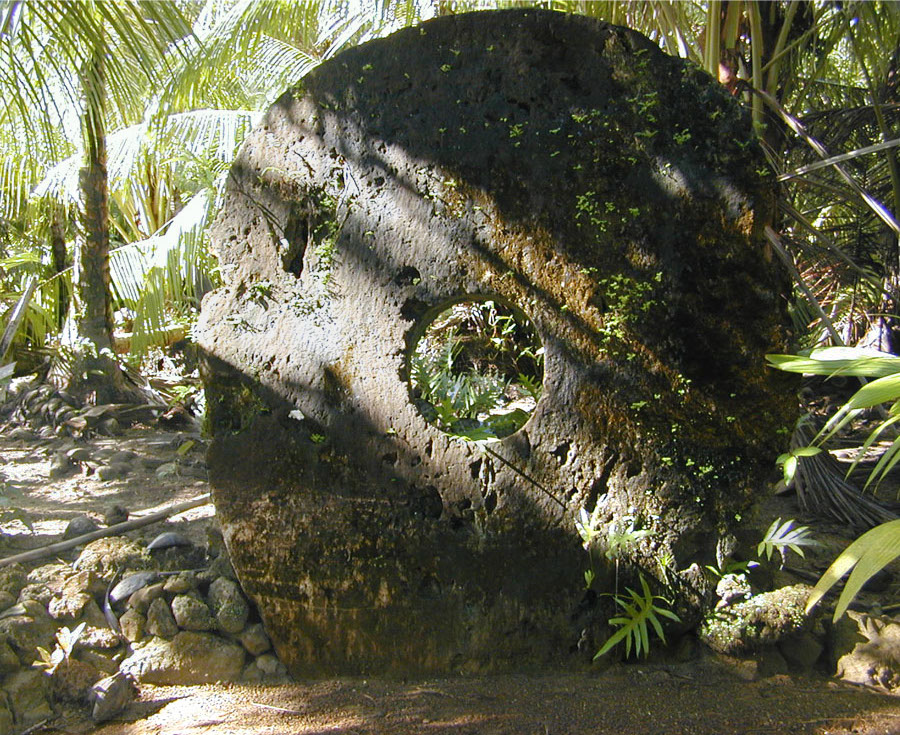
獨特的石幣文化，為人類史上最大型貨幣
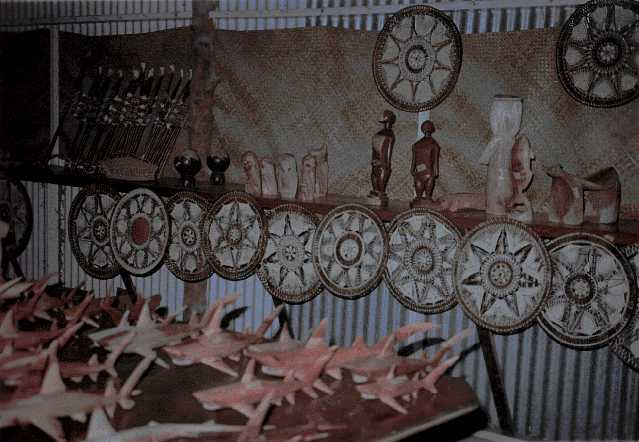
民俗品
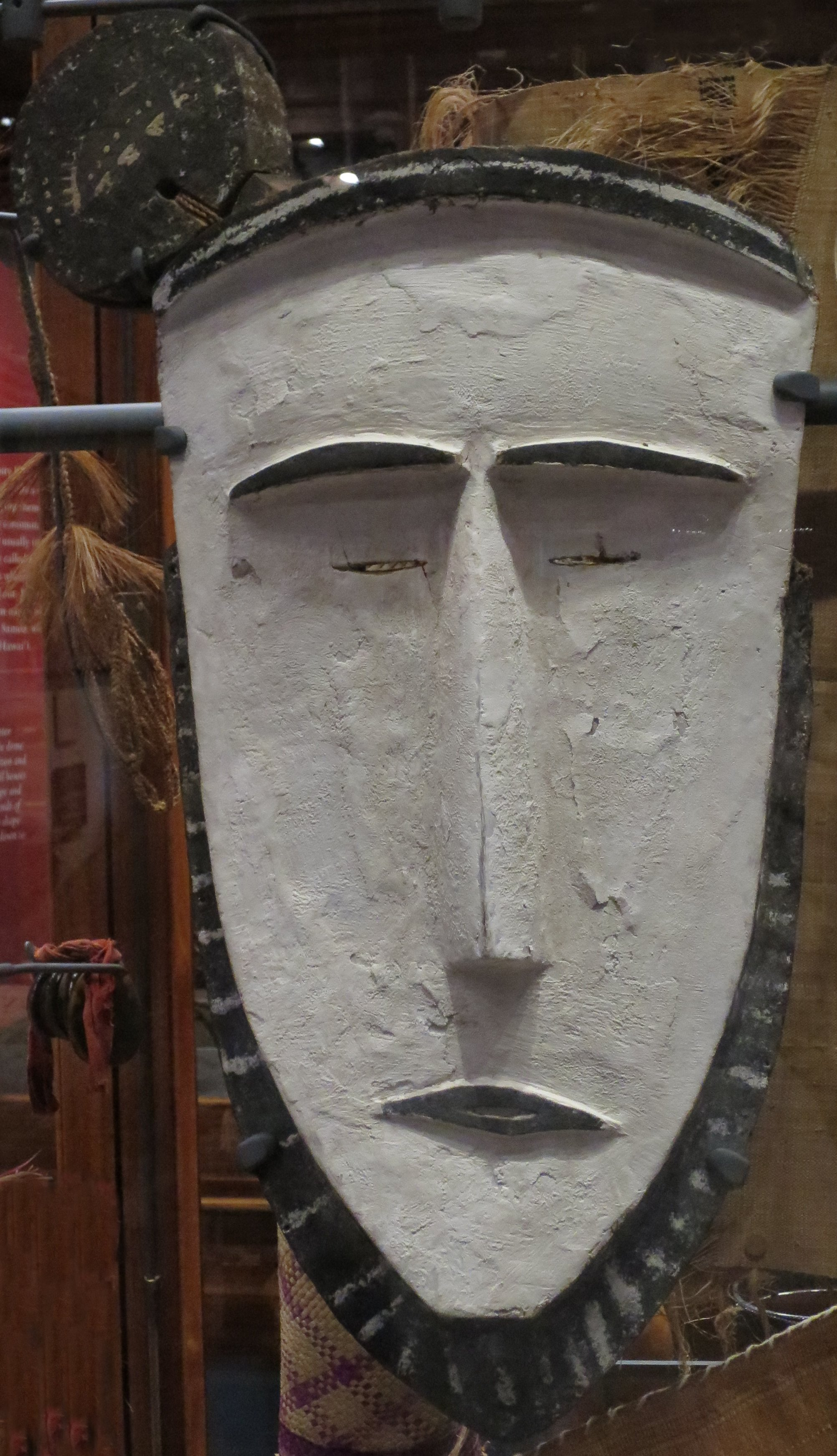
面具
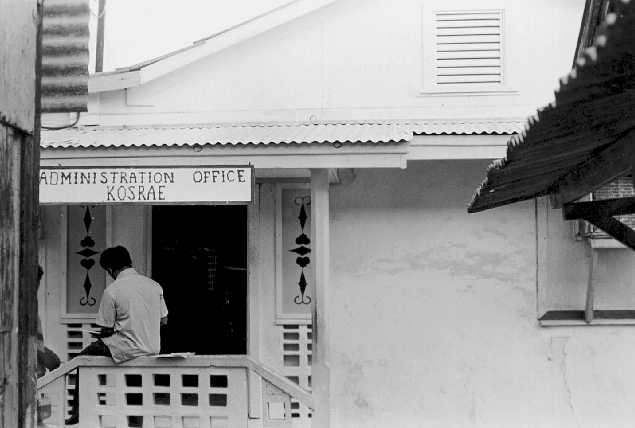
1980年代的行政廳
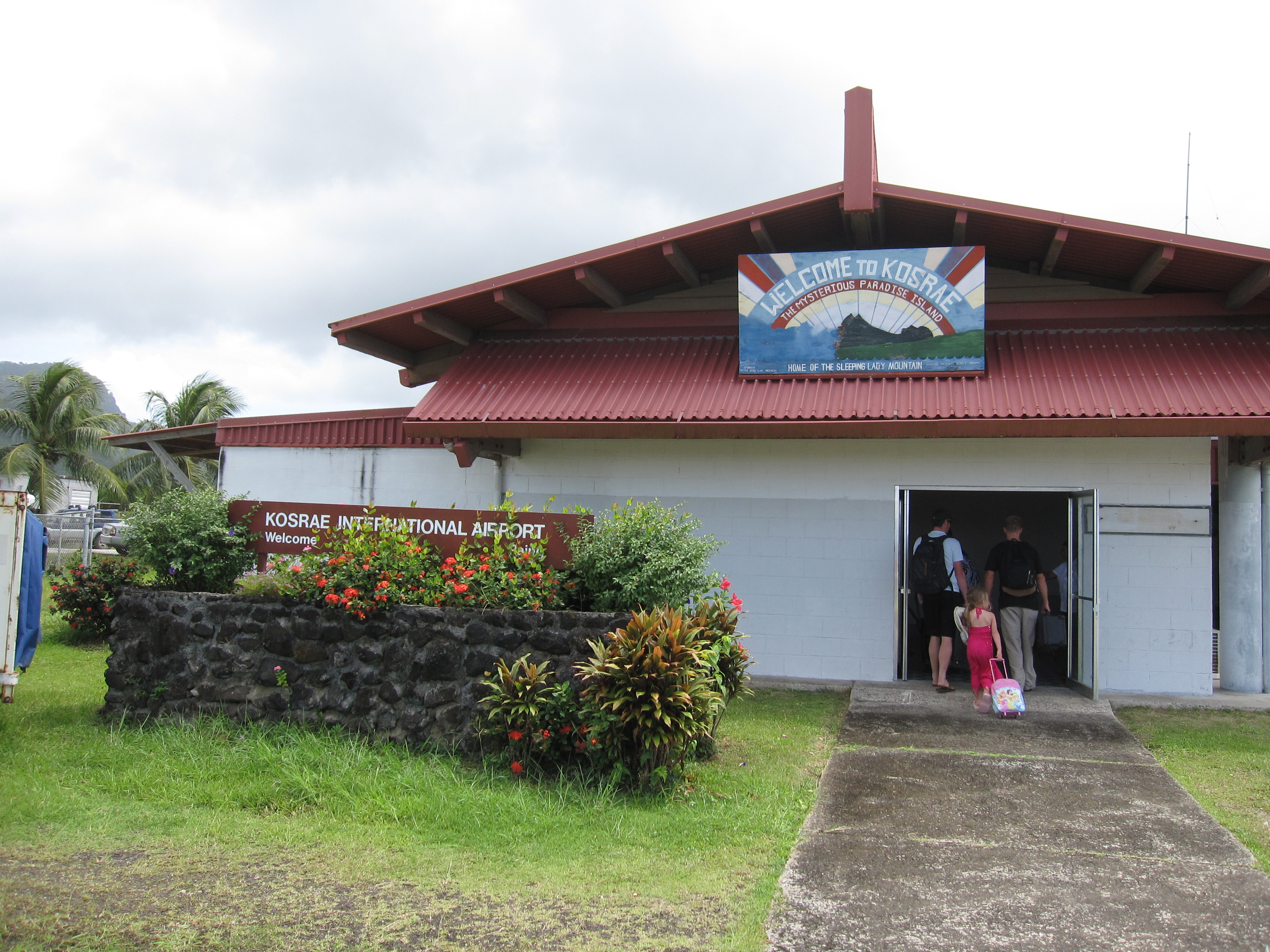
科斯雷機場
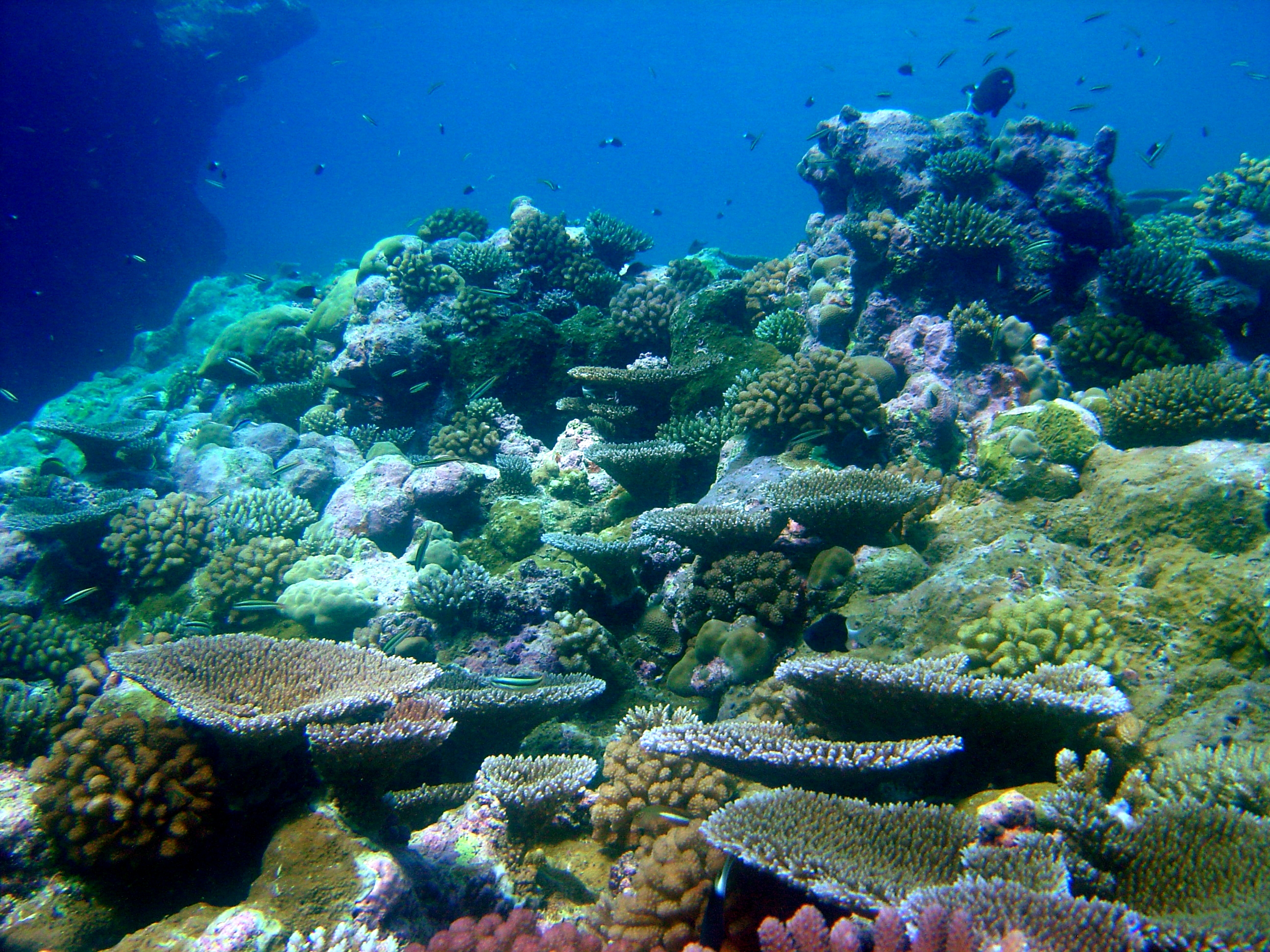
珊瑚群
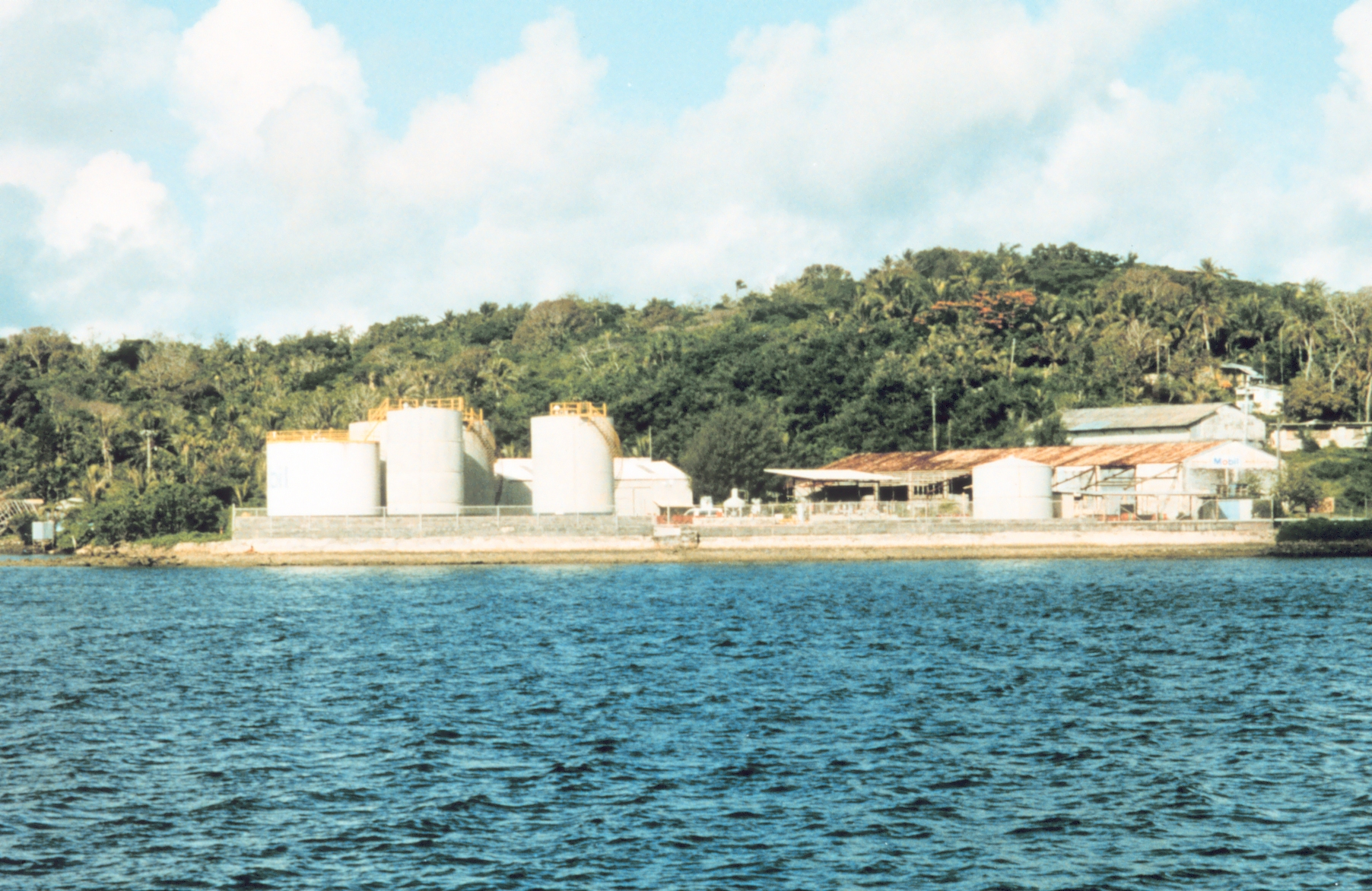
首都儲油槽
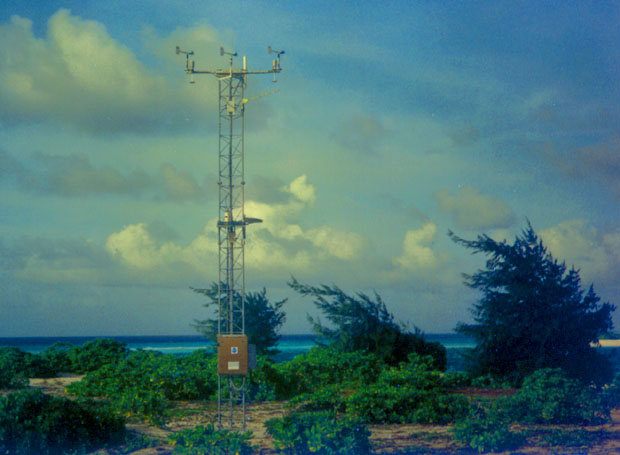
氣象站